# Lemvig
Lemvig ist eine Stadt im Westen Dänemarks am südlichen Ufer des Limfjords. Der Ort hat 6741 Einwohner (Stand 1. Januar 2025). Lemvig ist Hauptort der Kommune Lemvig und gehört seit der Kommunalreform 2007 zur Region Midtjylland.

## Lage und Geschichte
Die Stadt liegt in Nordwest-Jütland am südlichen Ufer des Limfjords. Um das Stadtgebiet vor Sturmfluten zu schützen, wurde Ende 2012 eine Hochwasserschutzanlage errichtet. Sie ist auf einen Wasserstand von 2,1 Meter über dem Normalpegel ausgelegt. Eine erste Bewährungsprobe brachten die Sturmtiefs am 10. und 11. Januar 2015 mit sich.
Die Landschaft um Lemvig ist geprägt durch die letzte Eiszeit, und die Gegend war bereits in der Steinzeit besiedelt. Aus der Bronzezeit findet man noch Grabhügel, die heute unter Schutz stehen. Die Stadt selbst entstand im Mittelalter, ihr Name wird erstmals 1234 erwähnt. Die Kirche im Zentrum stammt auch aus dem 13. Jahrhundert, sie hat einen für Dänemark untypischen Zwiebelturm und im Inneren reich geschnitztes Rokokoinventar.
Der Cartoonist Henning Gantriis ließ sich von seinem Geburtsort Lemvig zur Comicserie „Livets gang i Lidenlund“ anregen, in der das provinzielle Kleinstadtmilieu aufs Korn genommen wurde. Sie erschien von 1953 bis 1989 in der Tageszeitung Politiken und wurde auch in den skandinavischen Nachbarländern gedruckt.

## Planetenpfad
Eine besondere Attraktion von Lemvig ist der Skulpturenweg Planetsti. Am Rand des Stadtzentrums findet man ein Modell der Sonne, gefertigt aus Bronze im Maßstab 1:1.000.000.000, also von etwa 1,4 m Durchmesser, und in maßstäblich richtigen Abständen entsprechende Modelle aller Planeten; die Zwergplaneten Ceres und Pluto sind durch kleine Bronzekugeln auf Granitsockeln vertreten. Pluto liegt am Limfjordufer. Der Halleysche Komet (Anno 1910) ist mit einer Buchsbaumhecke dargestellt.

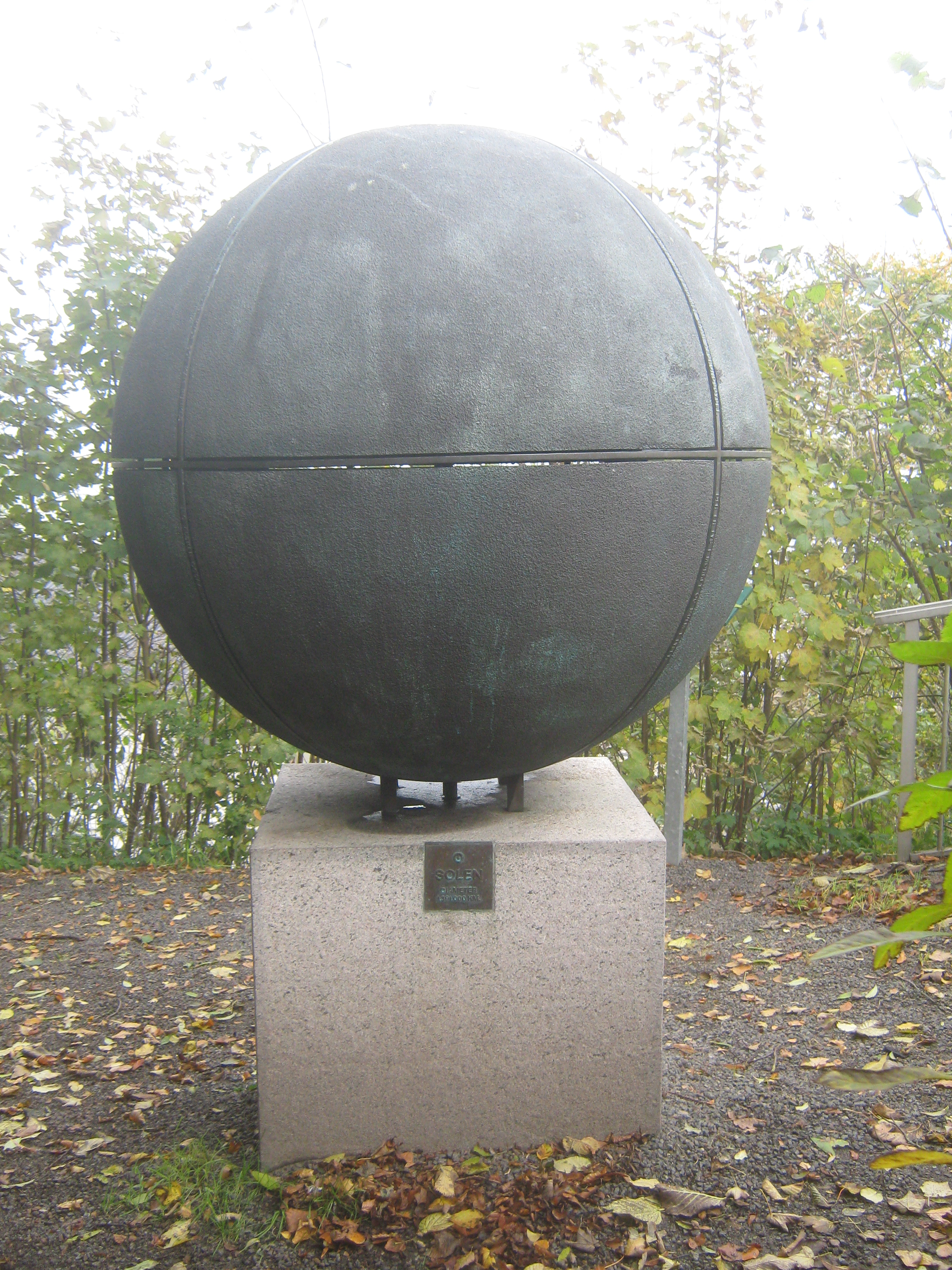
Sonne
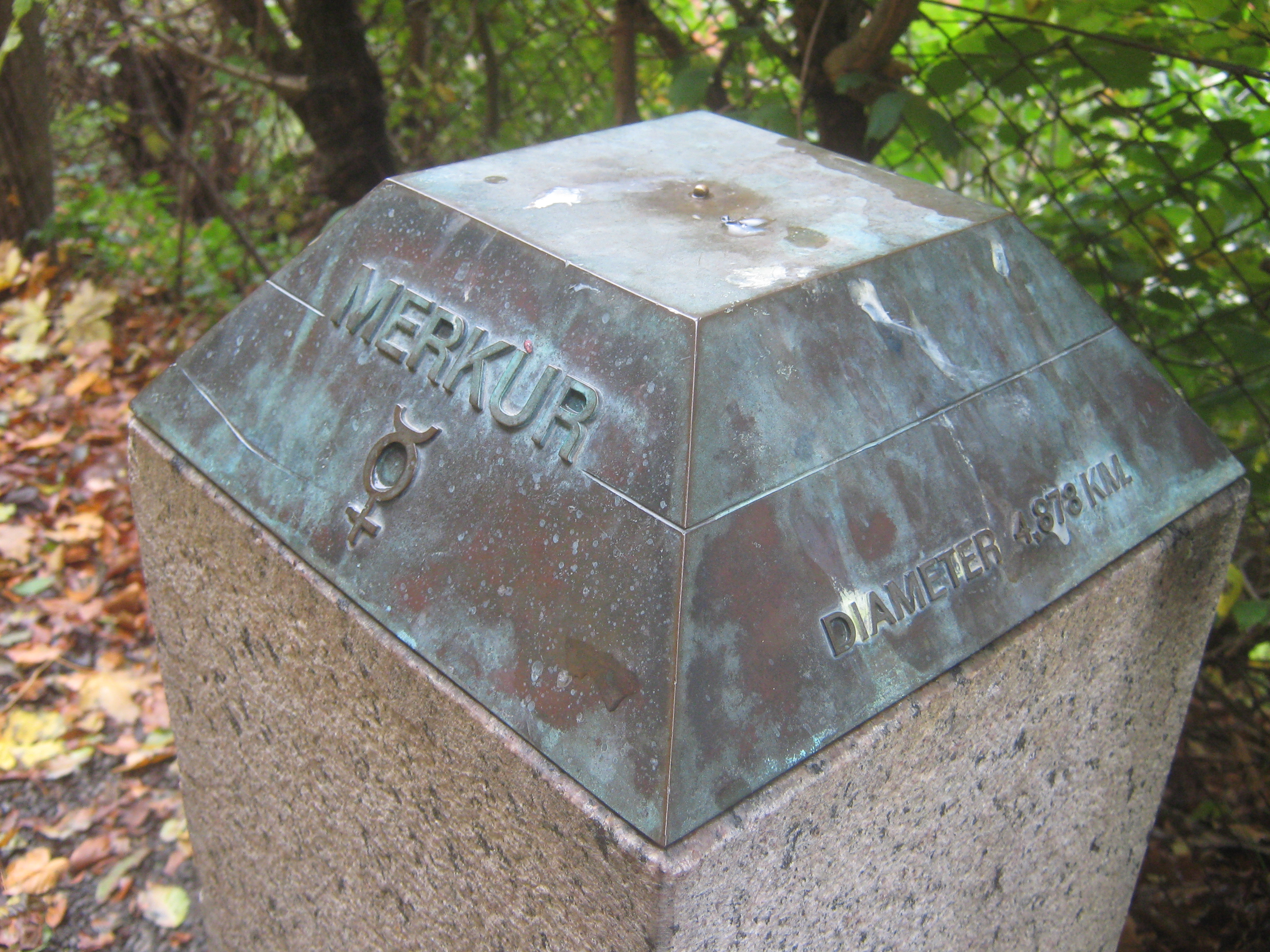
Merkur
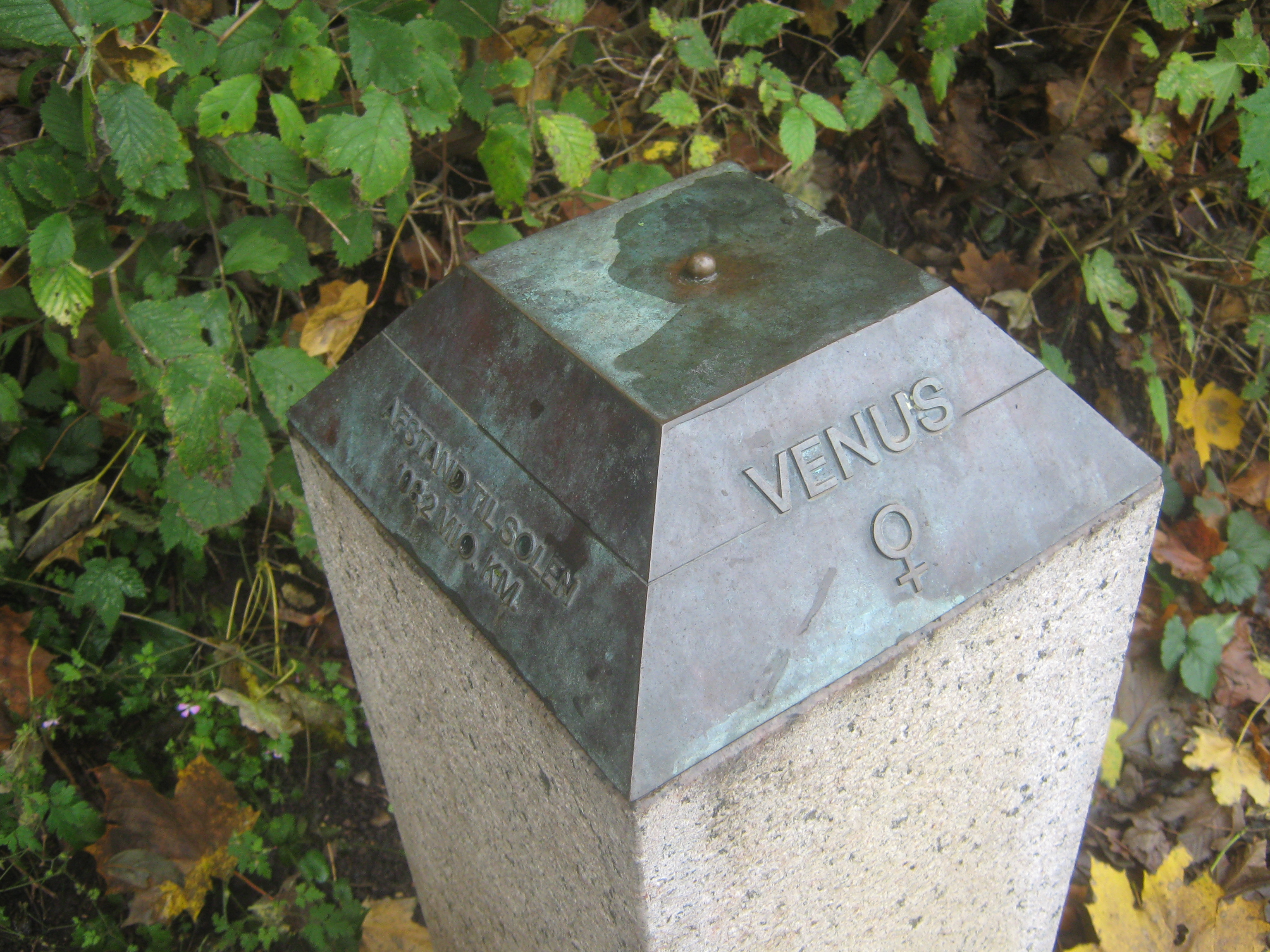
Venus
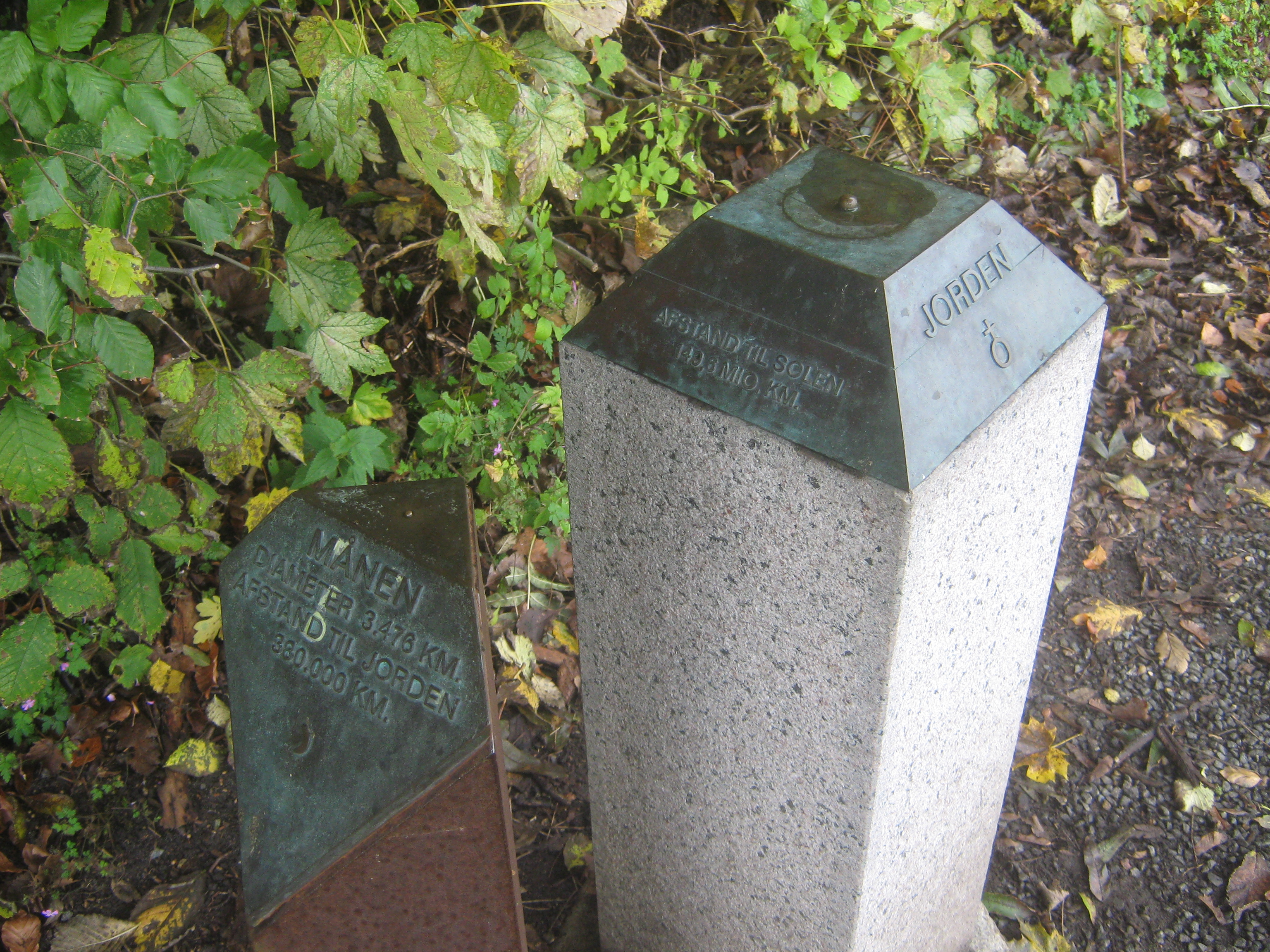
Erde und Mond
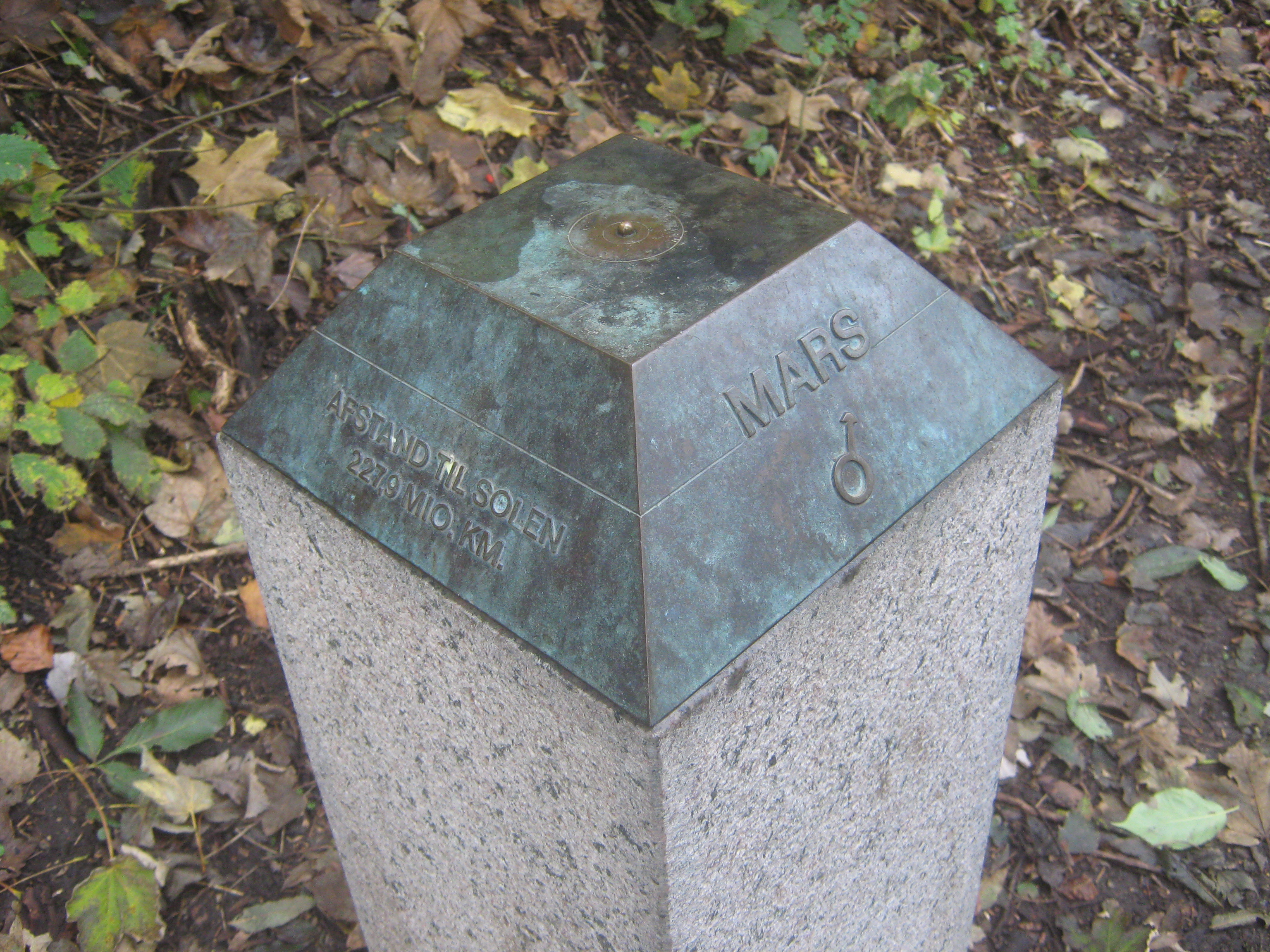
Mars
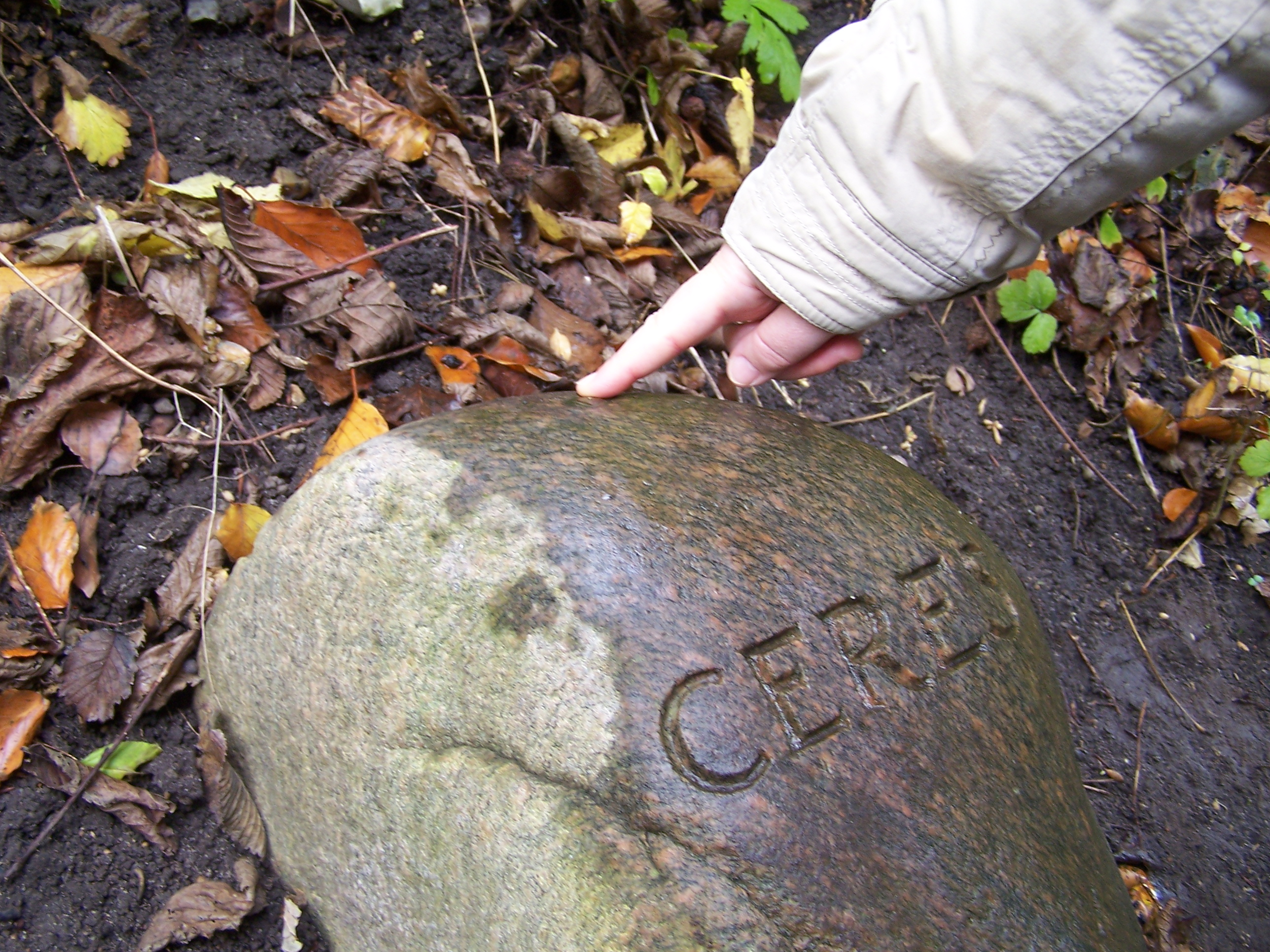
Zwergplanet Ceres
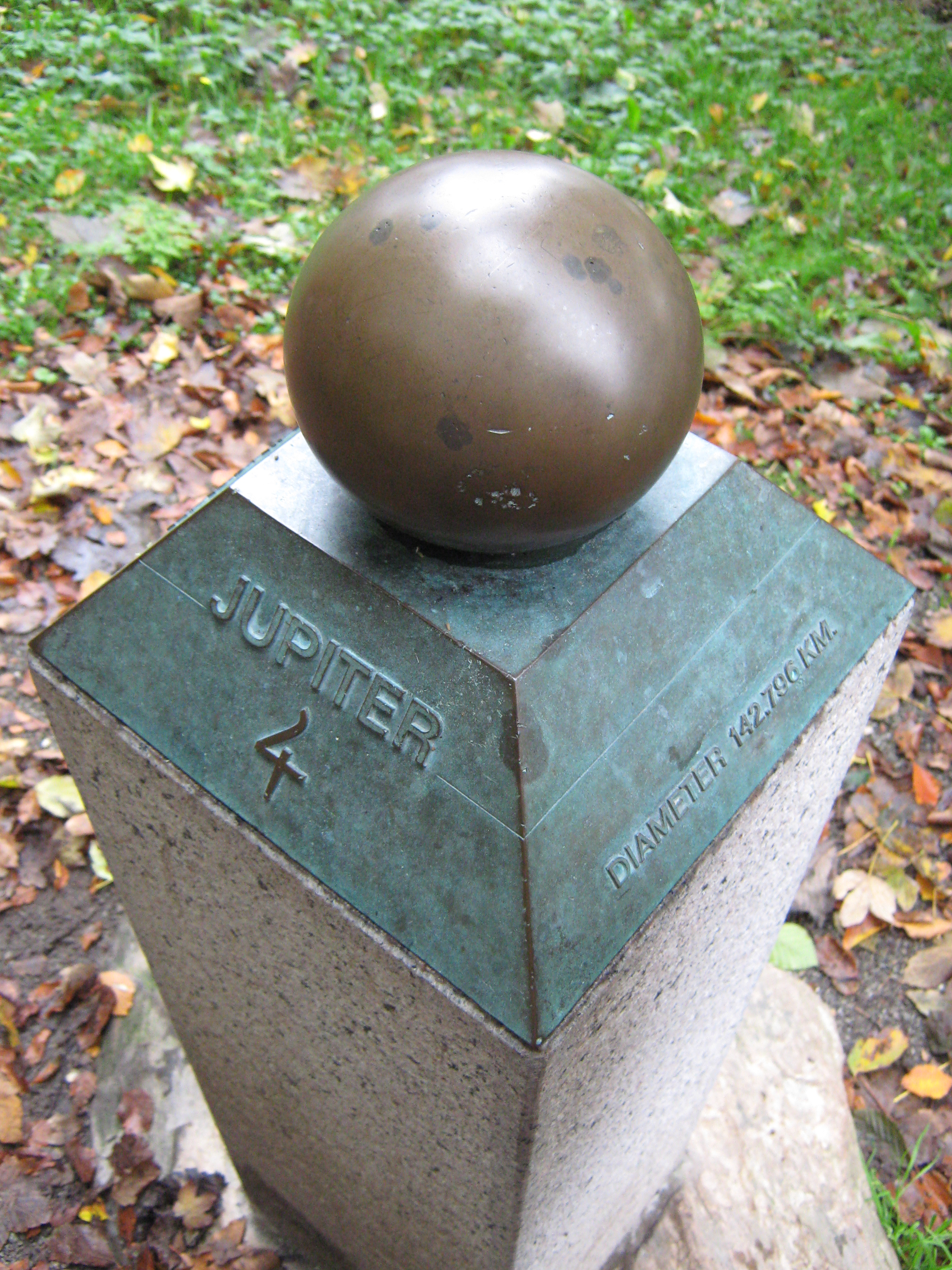
Jupiter
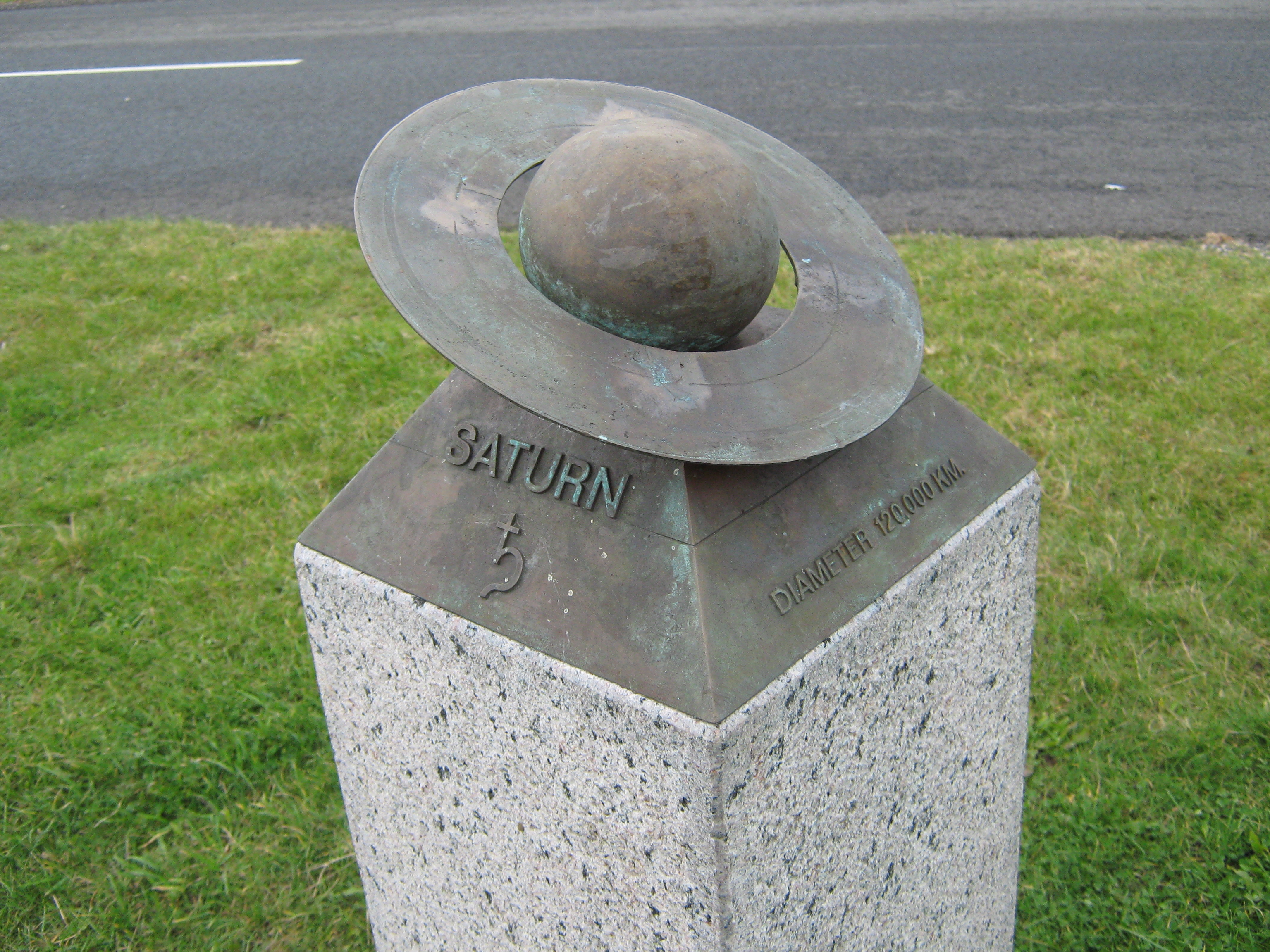
Saturn am anderen Ufer der Bucht
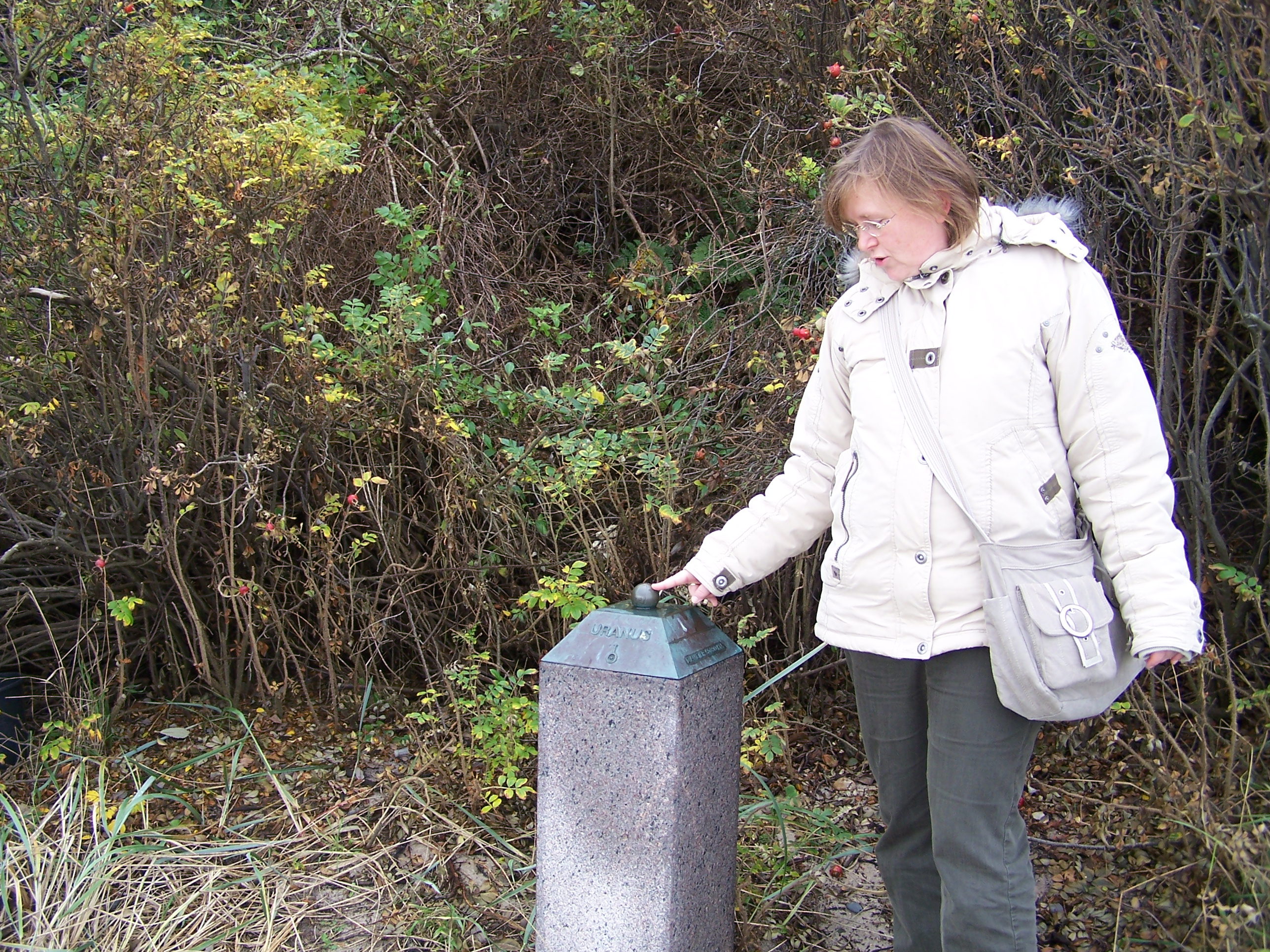
Uranus am Strand
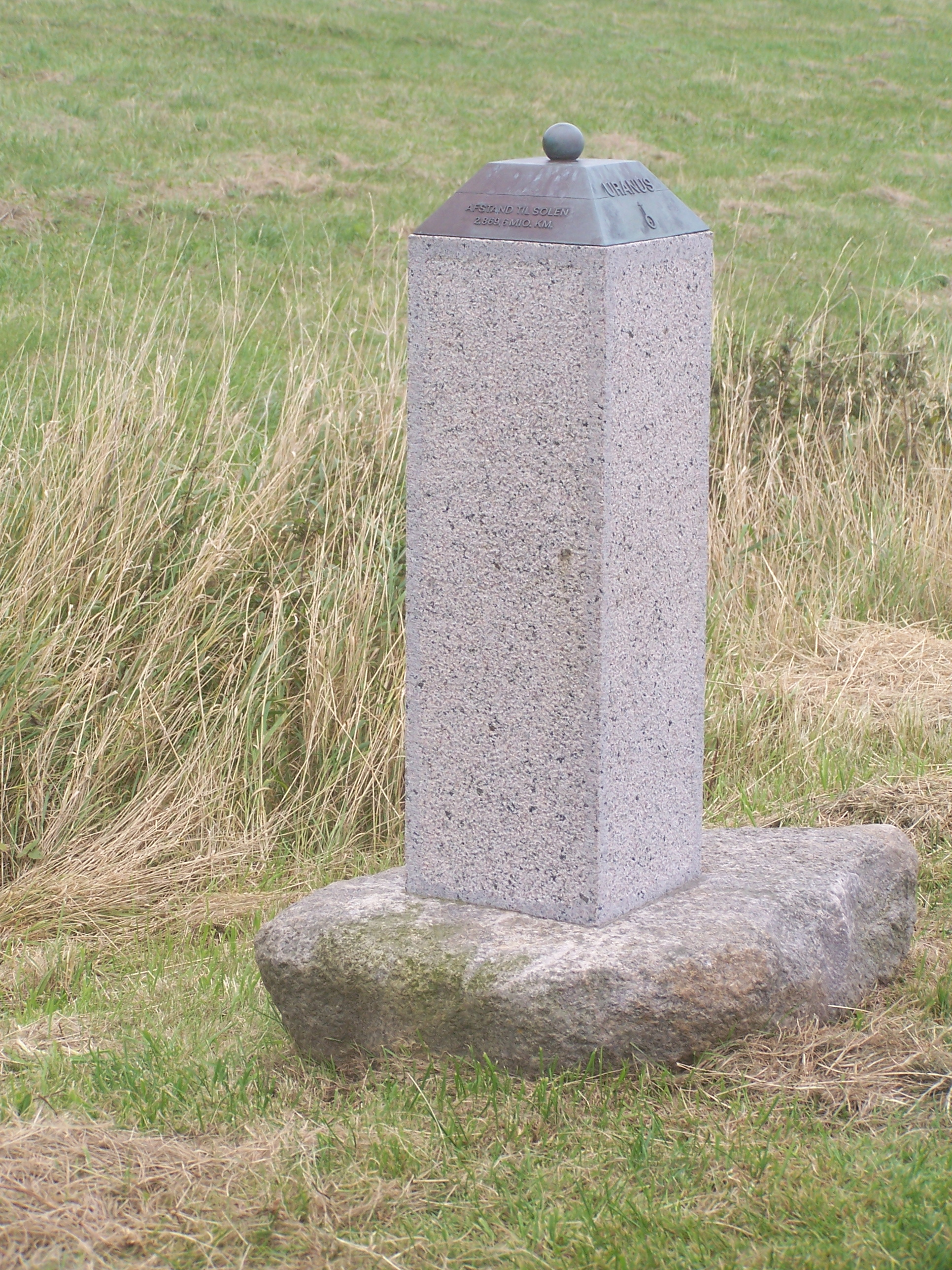
Ein zweiter Uranus
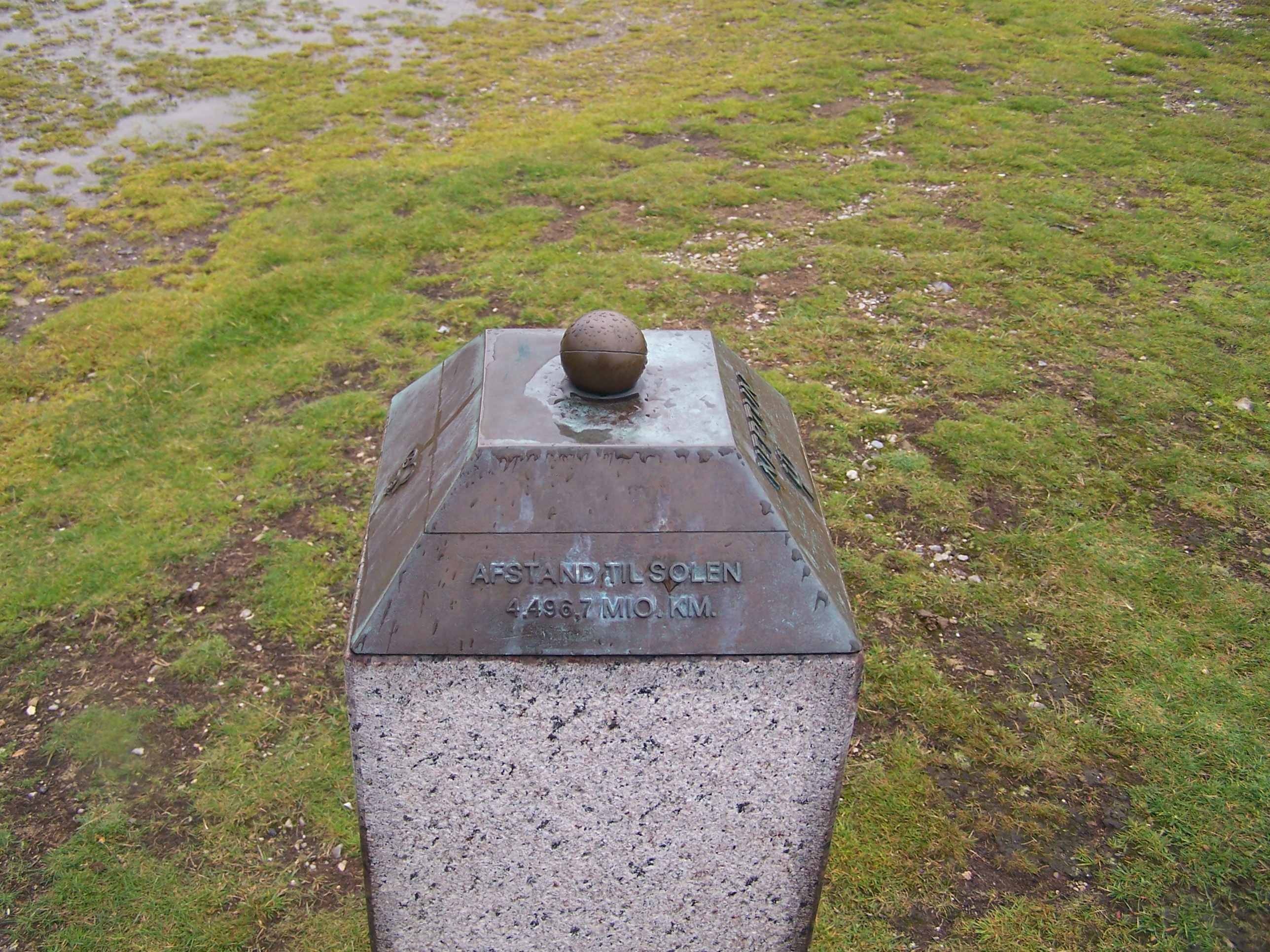
Neptun auf der Gjeller Odde
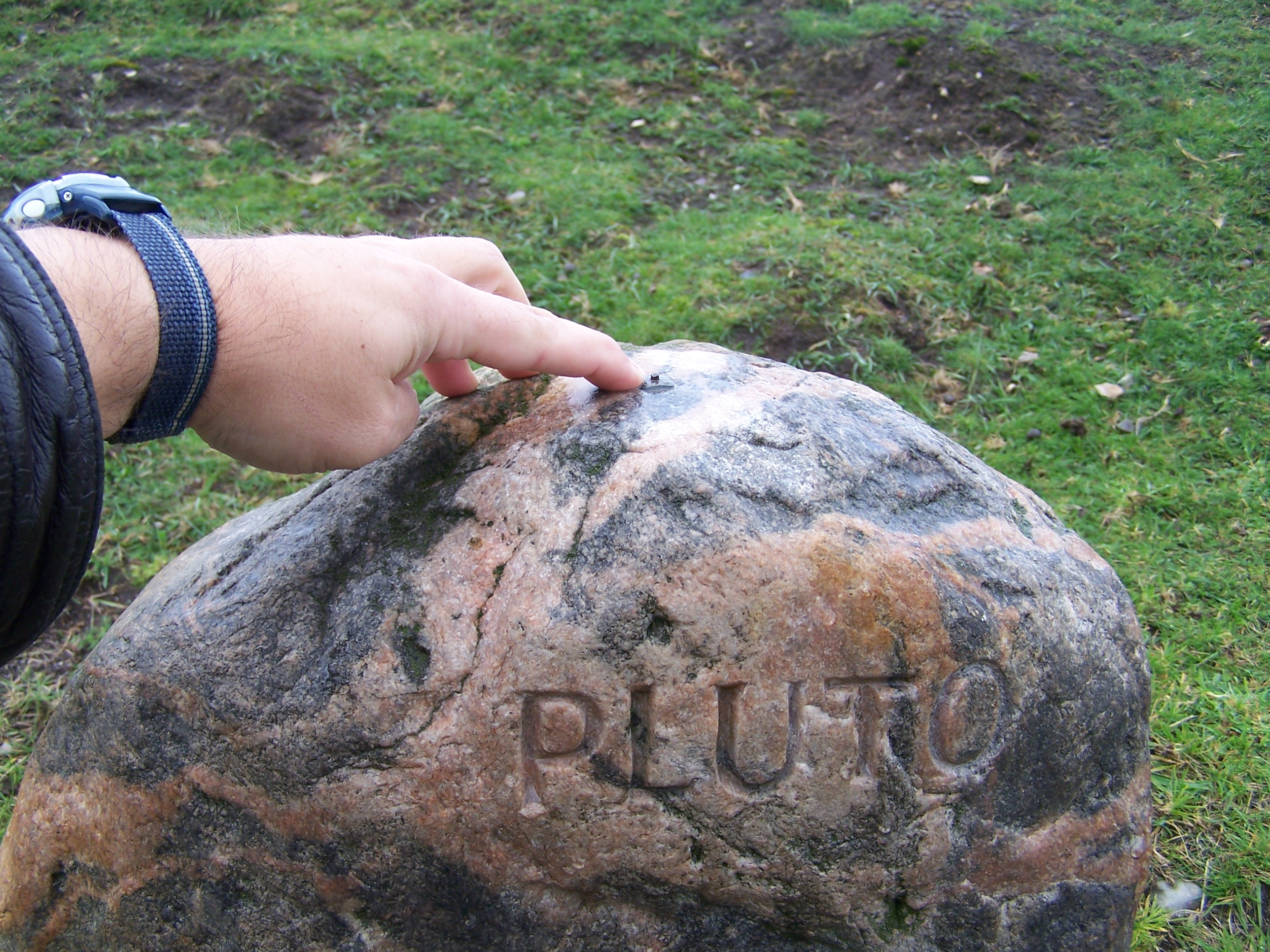
Pluto im Perihel
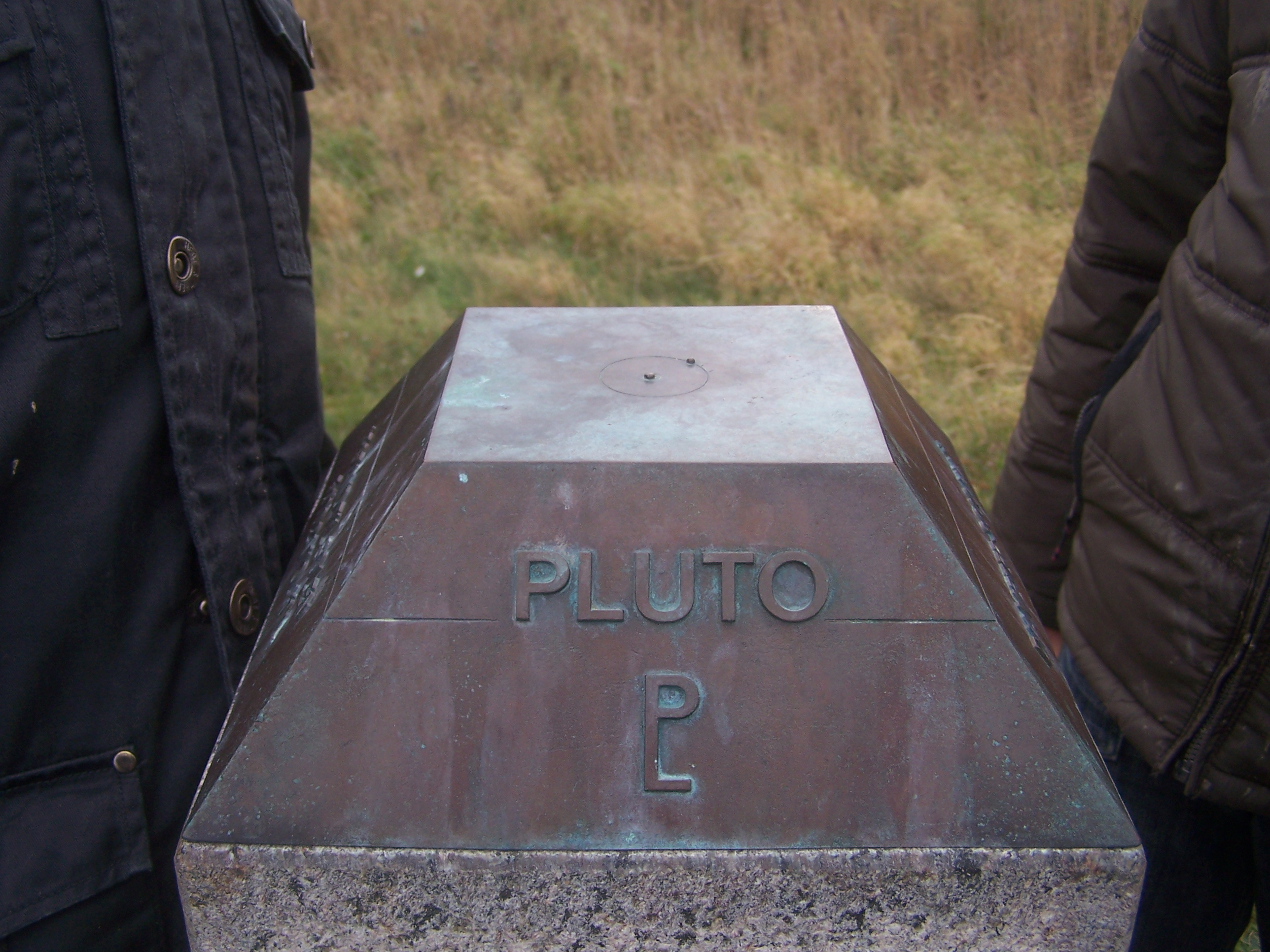
Pluto und Charon im mittleren Sonnenabstand
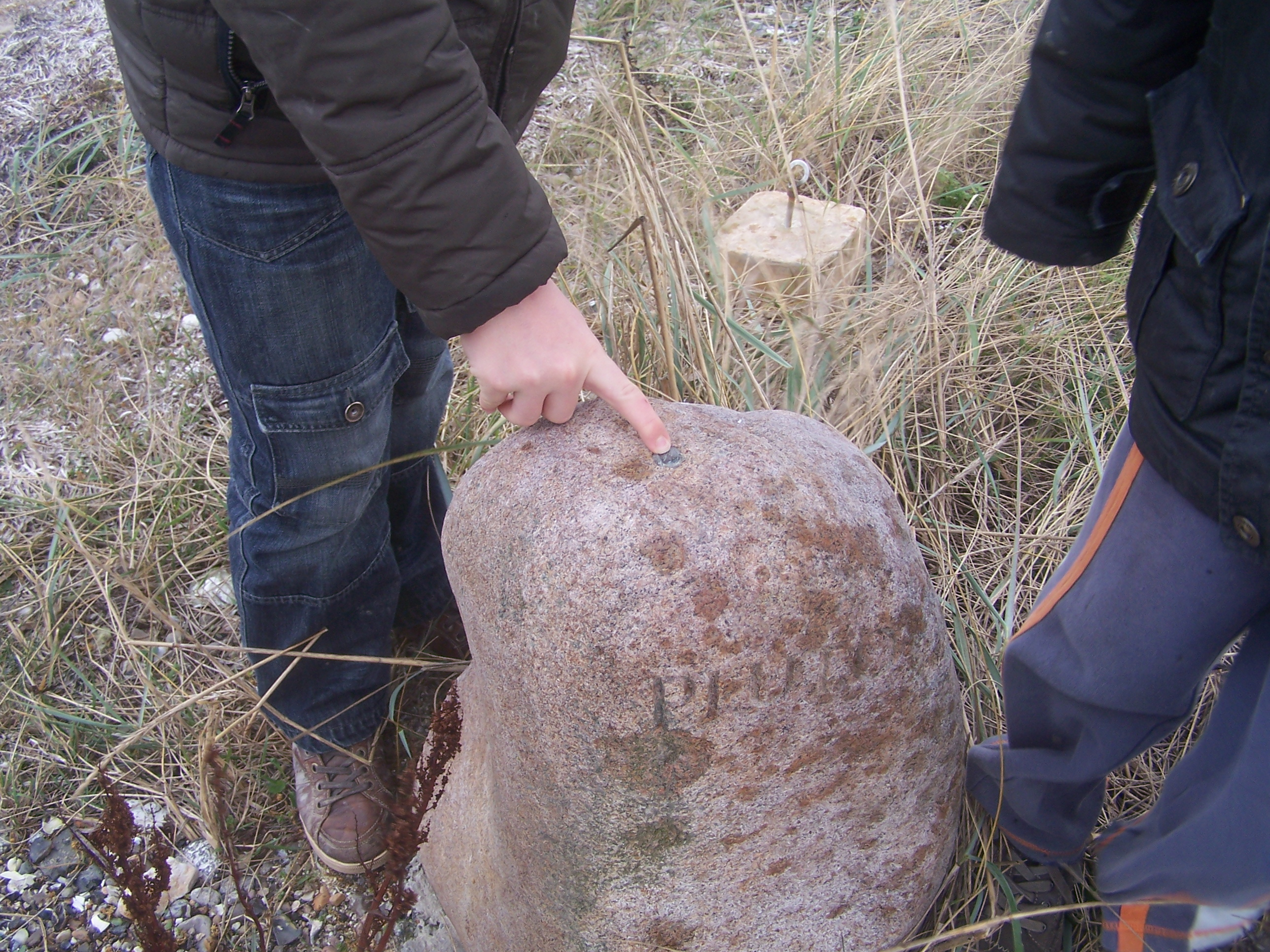
Pluto im Aphel

## Verkehr
Lemvig liegt an der Bahnstrecke von Vemb nach Thyborøn (Lemvigbanen).

## Söhne und Töchter der Stadt
- Peder Nielsen (1849–1938), Uhrmacher, Erfinder, Konstrukteur des ersten dänischen Autos
- Thøger Larsen (1875–1928), Dichter
- Kai Holm (1896–1985), Schauspieler
- Henning Gantriis (1918–1989), Cartoonist
- Jens Christian Skou (1918–2018), Mediziner und Biophysiker
- Kirsten Holst (1936–2008), Schriftstellerin von Kriminalromanen
- Iver Schriver (* 1949), Fußballspieler
- Elof Westergaard (* 1962), Bischof im Bistum Ribe
- Martin Hermansen (* 1976), Basketballspieler
- Kresten Osgood (* 1976), Jazz-Schlagzeuger
- Sinne Eeg (* 1977), Jazzsängerin
- Camilla Møllebro Pedersen (* 1984), Radrennfahrerin
- Jannick Green Krejberg (* 1988), Handballspieler
- Ida Karstoft (* 1995), Sprinterin